# Kahin
Pour les articles homonymes, voir Kahin (homonymie).
Kahin est une commune rurale située dans le département de Bagassi de la province des Balé dans la région de la Boucle du Mouhoun au Burkina Faso.

## Géographie
Kahin est située à 12 km au nord-ouest de Bagassi. Le village est divisé en cinq quartiers : Pionièyi, Nanièyio, Kionièyio, Kimkinièyio et Mouhnièyio.